# Myrmécophagie
Myrmécophage

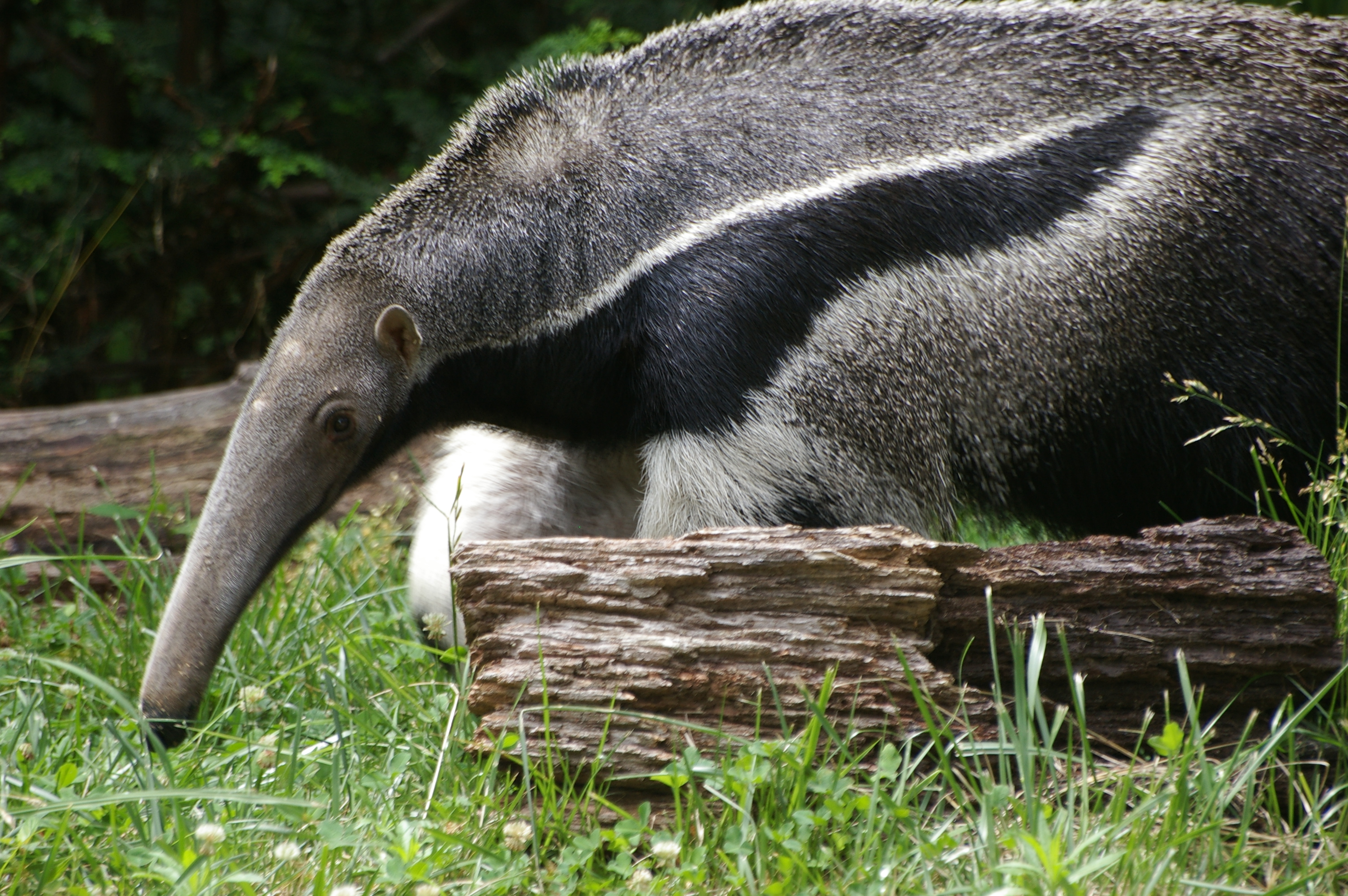
Un fourmilier géant, exemple d'espèce myrmécophage

La myrmécophagie est un régime alimentaire à base de fourmis. C'est une forme particulière de régime insectivore, souvent associé à la termitophagie de telle sorte que la distinction entre les deux n'est pas toujours pertinente.
L'adjectif myrmécophage qualifie un animal qui se nourrit de fourmis.

## Exemples

### Mammifères
- Placentaires : les fourmiliers avec les myrmécophagidés (tamanoirs et tamanduas) et les cyclopedidae (Cyclopes didactylus), l'Oryctérope, les pangolins et de nombreux tatous

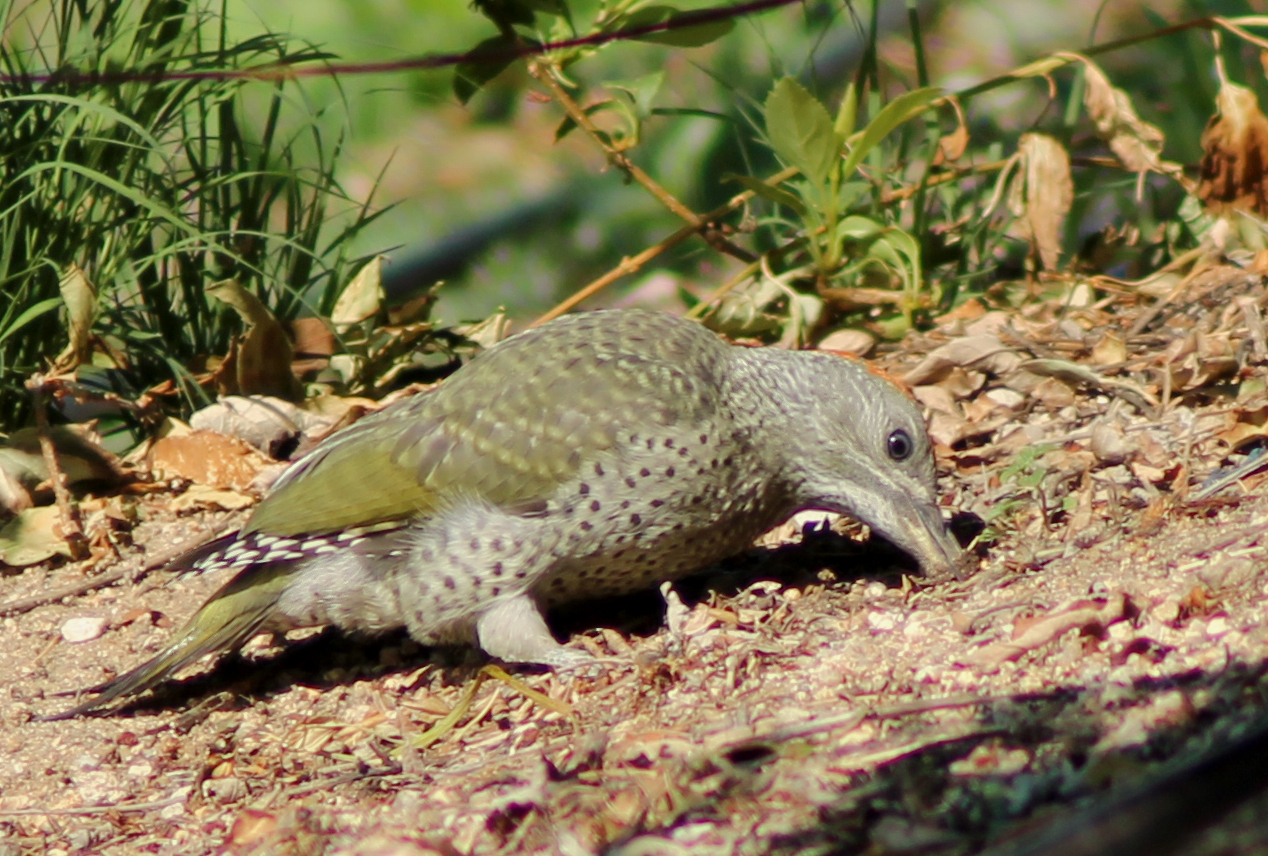
Pic de Sharpe mangeant des fourmis.

- Marsupiaux : le Numbat
- Monotrèmes : de nombreux échidnés

### Autres vertébrés
- Le moloch, un  lézard australien
- Le Pic vert, un oiseau insectivore qui se nourrit à plus de 90 % de fourmis et de leurs larves

### Invertébrés
- Quelques papillons dont les chenilles sont myrmécophiles et/ou myrmécophages
- Les larves de nombreuses espèces de fourmilions, qui creusent un piège en forme d'entonnoir où tombent les fourmis
- Certaines espèces de fourmis, par exemple celles du genre Cerapachys, qui attaquent les nids d'autres espèces de fourmis